# Rally de Ferrol de 1975
El Rally de Ferrol de 1975, oficialmente 6.º Rallye Ciudad del Ferrol, fue la sexta edición y la undécima cita de la temporada 1975 del Campeonato de España de Rally. Se celebró del 4 al 5 de octubre. Marc Etchebers fue el vencedor de esta edición por un estrecho margen de un escaso segundo de diferencia sobre Juan Carlos Pradera. Tercero fue Jorge de Bagration también cerca del ganador, a menos de quince segundos y por detrás suya Antonio Zanini y Salvador Cañellas coparon la cuarta y quinta plaza prácticamente con el mismo tiempo. A falta de cuatro pruebas por disputarse el campeonato de España se encontraba muy abierto con varios pilotos con opciones al título.

## Clasificación final
| Pos. | Piloto              | Copiloto                  | Automóvil                | Tiempo    | Diferencia |
| ---- | ------------------- | ------------------------- | ------------------------ | --------- | ---------- |
| 1.   | Marc Etchebers      | Marie-Christine Etchebers | Porsche 911 Carrera RS   | 59:37.9   | 0.0        |
| 2.   | Juan Carlos Pradera | Juan José Petisco         | Alpine-Renault A110 1800 | 59:38.8   | +0.9       |
| 3.   | Jorge de Bagration  | Ignacio Lewin             | Lancia Stratos HF        | 59:52.6   | +14.7      |
| 4.   | Antonio Zanini      | Eduardo Martínez          | SEAT 1430-1800           | 59:59.5   | +21.6      |
| 5.   | Salvador Cañellas   | Daniel Ferrater           | SEAT 1430-1800           | 59:59.8   | +21.9      |
| 6.   | «Ventura»           | Facas                     | SEAT 1430-1800           | 1:02:41.0 | +3:03.1    |
| 7.   | Santiago Salido     | Anselmo Palacios          | Alpine-Renault A110      | 1:03:44.9 | +4:07.0    |
| 8.   | Beny Fernández      | José Luis Sala            | BMW 2002 Tii             |           |            |
| 9.   | Enrique Fernández   | José Antonio González     | BMW 2002 Tii             |           |            |
| 10.  | R. Oanes            | Torreiro                  | Alpine-Renault A110      |           |            |